# Guillermo Orozco
Guillermo Orozco (Huelva, España) fue un tenor lírico español.

## Biografía
Natural de Huelva, España, comienza sus estudios musicales en su ciudad natal. Posteriormente se traslada a Madrid, donde estudia técnica de canto y repertorio con el maestro Pedro Lavirgen. 
Dotado de una voz de una belleza y personalidad sensacionales, lo que junto con su gran musicalidad y fraseo fue rápidamente señalado por grandes de la lírica como Pedro Lavirgen, Luis Andreu, Plácido Domingo o Giuseppe di Stefano como la más bella voz de tenor de su generación. 
Profesionalmente ha abarcado todos los géneros líricos. Ha actuado en los principales teatros españoles y extranjeros: Teatro Real de Madrid y Teatro de la Zarzuela de Madrid, Liceo de Barcelona, Maestranza de Sevilla, Palacio de Festivales de Santander, Teatro Pérez Galdós de Las Palmas, etc.; así como en grandes teatros de Italia, Francia, Portugal, América del Sur, Japón, India, Líbano y muchos otros. En el repertorio de cámara destaca la Solemne de Santa Cecilia de Gounod, la Misa de la Coronación de Mozart, Misa de Gloria de Verdi y la Novena Sinfonía de Beethoven. Ha trabajado con directores musicales de la talla de Jesús López Cobos, Enrique García Asensio, Luis Fernando Pérez, Miguel Ángel Gómez Martínez, Miguel Roa García, Miquel Ortega, Vladímir Spivakov, José Callado, Plácido Domingo, Manuel Moreno-Buendía, Nayden Teodorico,Manuel Ivo Cruz, Chris Nance, Tulio Gallardo, Ricardo Chiavetta, etc. Y con directores de escena como Gian Carlo del Mónaco, Javier Ulacia, Mario Gas, Jaime Martorell y Luis Villarejo, entre otros.
Ha obtenido más de doce premios internacionales de canto: Logroño (1995 y 1979), Francisco Alonso (1995), J. Guerrero (1996), J. Gayarre de Pamplona (1996), Real Villa de Arganda (1997), Luís Mariano (Irún, 1997), Acisclo Fernández (Madrid, 1998), Pedro Lavirgen (Córdoba, 1998), etc.
Falleció en Huelva el 2 de abril de 2024 a los 57 años de edad tras no lograr superar una larga enfermedad.

## Repertorio

### Zarzuela
En zarzuela ha interpretado los principales roles de tenor de las siguientes obras: 
- La del manojo de rosas (Pablo Sorozábal)
- La tabernera del puerto (P. Sorozábal)
- Katiuska (P. Sorozábal)
- Los gavilanes (Jacinto Guerrero)
- El huésped del sevillano (Jacinto Guerrero)
- Me llaman la presumida (Francisco Alonso)
- La dolorosa (José Serrano Simeón)
- Los claveles (José Serrano Simeón)
- La del Soto del Parral (Reveriano Soutullo y Juan Vert)
- La leyenda del beso (Reveriano Soutullo y Juan Vert)
- Gigantes y cabezudos (Manuel Fernández Caballero)
- Luisa Fernanda (Federico Moreno Torroba )
- El cantar del arriero (Fernando Díaz Giles)
- El caserío (Jesús Guridi)
- Bohemios (Amadeo Vives)
- El dúo de La africana

### Ópera
En ópera ha interpretado los siguientes papeles: 
- Edgardo de Lucía di Lammermoor (Donizetti)
- Pinkerton de Madama Butterfly (Puccini)
- Rodolfo de La bohème (Puccini)
- Mac Duff de Macbeth (Verdi)
- Alfredo de La traviata (Verdi)
- Ismaele de Nabucco (Verdi)
- Don José de Carmen (Bizet)
- Paco de La vida breve (Manuel de Falla)
- Rafael del El gato montés (Manuel Penella Moreno)

## Discografía
- El gato montés, dir. Enrique García Asensio.
- DVD El dúo de la africana y CD con Deutsche Grammophon, grabado en el Teatro Real de Madrid, dir. Jesús López Cobos.
- DVD "La Fiesta Nacional de la Zarzuela", dir. Pascual Osa.
- DVD "La dolorosa, Los claveles y El caserío", grabado en Las Palmas de Gran Canaria, dir. José María Damunt.
- CD "Salve Maria" de Aves Marias, editorial San Pablo.